# John M. Carroll (Politiker)

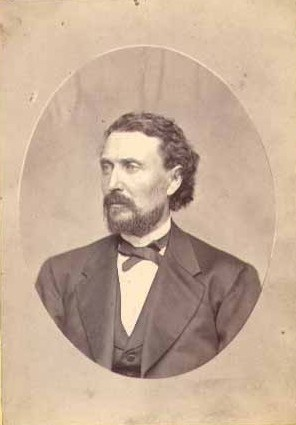
John M. Carroll

John Michael Carroll (* 27. April 1823 in Springfield, New York; † 8. Mai 1901 in Johnstown, New York) war ein US-amerikanischer Jurist und Politiker. Zwischen 1871 und 1873 vertrat er den Bundesstaat New York im US-Repräsentantenhaus.

## Werdegang
John Michael Carroll wurde ungefähr acht Jahre nach dem Ende des Britisch-Amerikanischen Krieges in Springfield im Otsego County geboren und wuchs dort auf. In dieser Zeit besuchte er öffentliche Schulen. Er graduierte am Fairfield Seminary. Dann ging er auf das Union College in Schenectady, welches er 1846 als Bauingenieur wieder verließ. Während dieser Zeit gehörte er der Kappa Alpha Society an und wurde in die Phi Beta Kappa gewählt. Er studierte Jura. Seine Zulassung als Anwalt erhielt er 1848. Er praktizierte in Fonda und Broadalbin. Zwischen 1859 und 1862 war er Staatsanwalt (prosecuting attorney) im Fulton County. Er zog 1862 nach Johnstown, wo er wieder seiner Tätigkeit als Anwalt nachging. Politisch gehörte er der Demokratischen Partei an.
Bei den Kongresswahlen des Jahres 1870 für den 42. Kongress wurde Carroll im 18. Wahlbezirk von New York in das US-Repräsentantenhaus in Washington, D.C. gewählt, wo er am 4. März 1871 die Nachfolge von Stephen Sanford antrat. Da er auf eine erneute Kandidatur im Jahr 1872 verzichtete, schied er nach dem 3. März 1873 aus dem Kongress aus.
Nach seiner Kongresszeit ging er in Johnstown bis zu seinem Tod seiner Tätigkeit als Anwalt nach. Er verstarb am 8. Mai 1901 und wurde dann auf dem Johnstown Cemetery beigesetzt.